# Кодатэ, Акира
Акира Кодатэ (яп. 高達秋良 ко:датэ акира, род. Канагава, Япония 06.10.1925) — японский инженер, мастер методологии бережливого мышления.

## Биография
Акира родился 6 октября 1925 года в японском городе Канагава.
В 1948 году окончил факультет машиностроения университета Ибараки.
С 1953 года консультант Японской ассоциации менеджмента, участвовал в создании производственной системы Тойоты, работал непосредственно с Сигео Синго и Тайити Оно.
В 1988 году основал первую японскую консалтинговую фирму в Италии JMAC Considi S.p.A.
В настоящий момент является техническим консультантом JMAC Europe и советником JMA Consultants Inc., научный руководитель магистерской программы по Lean Management CUOA Lean Enterprise Center.

## Основные идеи
- Акира в 1984—1985 гг. представил программу сокращения разнообразий (Variety Reduction Program — VPR), согласно которой сокращаются разнообразие как комплектующих, так и путём снижения числа процессов за счет снижения трудоемкости[2]. Издержки в VRP имеют три категории:

- функциональные издержки, связанные с наделением продукта конкретными функциями. Базисом является не спецификация продукта, а функциональная структура продукта, на основании которого формируется функционально-стоимостный анализ продукта, оценивается процесс перевода (зависимость) в структуру продукта требования клиента.
- издержки вариативности, связанные с широкой номенклатурой продукта, предложенного на рынок, и, следовательно, с необходимостью проведения разных процессов на разных типах оборудования, и т. п. Большое количество разнообразных деталей и полуфабрикатов в продукте влечет большое количество процессов, а значит повышенную стоимость последующего технического переоснащения.
- издержки контроля, оценивающие экономический эффект от управления процесса, в том числе расходы планирования и контроля деталей и процессов.

Расчет производятся согласно трем коэффициентам:
- индекс элементов, оценивающий количество видов используемых полуфабрикатов, которые входят в продукт
- индекс процессов производства, оценивающий количество технических линий и количество процессов, используемых для производства продукта
- индекс контроля, оценивает количество точек контроля.

Снижение вариативности, функций и издержек контроля производится за счет:
- разделения на базисную модель, которую обычно используется, и специальные, которые меняются с учетом потребности рынка
- производства вариативных моделей за счет меньшего количества вариативных компонентов, то есть производства продукта в форме блочной системы, а полуфабрикаты в форме стандартных модулей
- уменьшение количества номенклатуры деталей и процессов путём интеграции необходимых функций в меньшее количество деталей
- разделения свойств продукта на отдельные диапазоны, в рамках которых оставить столько модулей сколько возможно (уменьшить количество деталей, которое произведено на весь ассортимент
- устранения ненужных вариантов продуктов.

- Акира разработал метод модулирования «вырезал и вставил» (Henshu Sekkei), который анализирует первоначальные элементы и полуфабрикаты, готовых для сборки[2].
- Акира в 2006 году предложил использовать систему управления синхронизированного модульного процесса (Setsuban Kanri) в позаказном производстве.